# マックス・コメレル
マックス・コメレル（Max Kommerell、1902年2月25日 - 1944年7月25日 ）は、ドイツの文学研究者、批評家、詩人。翻訳も手掛ける。
コメレルは1921年から1930年までシュテファン・ゲオルゲ・サークルのメンバーであり、ワイマール共和国保守革命運動に関連する著名な文学評論家であり、その後ナチス・ドイツの有力な知識人であり、1941年からナチス党のメンバー。作品は1943年にナチス政府によって禁止処分。

## 生涯
バーデン＝ヴュルテンベルク州ミュンズィンゲン生まれ。父は国立機関の医師オイゲン・コメレル。母はユーリエ、旧姓クラインマン。
第一次大戦終戦後にハイデルベルク大学で、フリードリヒ・グンドルフに就いて、またマールブルクでフリードリヒ・ヴォルタースに就いてドイツ文学を学び、在学期間中にゲオルゲ・クライスに加わり、1924年から28年までゲオルゲの秘書をつとめる。ヴォルタースの聖徒伝研究 Hagiographieがきっかけとなって集団から離れるものの、文学研究に於てはゲオルゲ・クライスの影響下にありつづけた。教授資格を得て1930年にフランクフルト大学私講師Privatdozentに就く。11月1日のお披露目講義ではホーフマンスタールについて講ずるが、ここで演題に取り上げたホーフマンスタールもまたゲオルゲの薫陶を受け、師から愛弟子として愛顧の対象となったが後に背反に至った文学者であった。コメレルはなお、ボン大学、ケルン大学でも講壇に立つ。
ナチスの抬頭には、さしあたっては慎重な態度を持して妹に『我が闘争』の印象を「視野が狭く、百姓のような大言壮語だが、本能的感覚には健全で的を射たところが幾つもある」と語ったというう。
31年にヴァルター・F.オットーの娘であったエーファと結婚、36年までこの結婚生活は続く。
ナチスの政権獲得後の1933年に大学講師の地位を得るが、同僚のクルト・リーツラーに肩入れしたことから、同年の内にまたそれを失う。
1938年にフランクフルト大学でドイツ文献学の助教授となり、翌39年にはナチスに入党。
その頃には長年の恋人エリカ・フランクと結ばれたが、肝炎を患って二年間の闘病の後に亡くなる。
41年から44年の死去までの間はマールブルク大学で正教授の地位に就いていた。
42年に制作した戯曲『囚人たち Die Gefangenen』は、翌43年に帝国文化省から、ボルシェビキを訴えるというより、権力万般を訴えるもの、とされて却下され、上演禁止となった。
詩集『あたかも支那の筆で Mit gleichsam chinesischem Pinsel』は44年に印刷に付されたものの、爆撃で焼失し、ようやく46年V.クロスターマン社から出版された。この出版社は33年にコメレルを知り、直ちに彼の最初の講義を出版している。
神学者のルドルフ・ブルトマン、哲学者ハイデッガーやガーダマーと、またインド学者のハインリヒ・ツィンマーとコメレルは学問的に深い繋がりがあった。
コメレルはまた、比較文学の創設者ともされる。バロック、古典派、ロマン派に研究の重点を置き、カルデロン、ジャン・パウル、ゲーテ、シラーに就ての著作がある。

## 著書
以下に著作を原文のまま列挙する：
- Jean Pauls Verhältnis zu Rousseau. Nach den Haupt-Romanen dargestellt. Elwertsche Braun, Marburg 1924.
- Der Dichter als Führer in der deutschen Klassik. Klopstock – Herder – Goethe – Schiller – Jean Paul – Hölderlin. Bondi, Berlin 1928 u. Klostermann, Frankfurt am Main 1982/3. Auflage
- Gespräche aus der Zeit der deutschen Wiedergeburt. Holten, Berlin 1929.
- Hugo von Hofmannsthal. Eine Rede. Klostermann, Frankfurt am Main 1930.
- Jugend ohne Goethe. Klostermann, Frankfurt am Main 1931.
- Leichte Lieder. Gedichte. Klostermann, Frankfurt am Main 1931.
- Jean Paul. Klostermann, Frankfurt am Main 1933 u. 1977.
- Das letzte Lied. Gedichte. Klostermann, Frankfurt am Main 1933.
- Schiller als Gestalter des handelnden Menschen. Frankfurt am Main 1934.
- Schiller als Psychologe. In: Jb. d. Freien Dt. Hochstifts. 1934/35. S. 177–219.
- Dichterisches Tagebuch. Klostermann, Frankfurt am Main 1935.
- Das Volkslied und das deutsche Lied. Klostermann, Frankfurt am Main 1936.
- Mein Anteil. Gedichte. Fischer, Berlin 1938.
- Der Lampenschirm aus den drei Taschentüchern. Eine Erzählung von gestern. Fischer, Berlin 1940.
- Lessing und Aristoteles. Untersuchung über die Theorie der Tragödie. Klostermann, Frankfurt am Main 1940 / 1984.
- Geist und Buchstabe der Dichtung. Goethe – Schiller – Kleist – Hölderlin. Klostermann, Frankfurt am Main 1940 u. 2009.
- Die Lebenszeiten. Gedichte. Fischer, Berlin 1941.
- Gedanken über Gedichte. Klostermann, Frankfurt am Main 1943 u. 1985.
- Mit gleichsam chinesischem Pinsel. Gedichte. Klostermann, Frankfurt am Main 1946.
- Die Gefangenen. Trauerspiel in fünf Akten. Klostermann, Frankfurt am Main 1948.
- Kasperle-Spiele für große Leute. Nachwort Arthur Henkel. Scherpe, Krefeld 1948 (Neuausgabe: Wallstein, Göttingen 2002).
- Briefe und Aufzeichnungen 1919–1944. Herausgegeben von Inge Jens, Freiburg i.Br.: Walter-Verlag, 1967.
- Essays, Notizen, poetische Fragmente. Aus dem Nachlass herausgegeben von Inge Jens. Walter, Olten/Freiburg i. Br. 1969.
- Der Zauber des Zelts. In: Castrum Peregrini Heft 134–135, Amsterdam 1978.
- また翻訳としては：
  - Michelangelo. Klostermann, Frankfurt am Main 1931.
  - Beiträge zu einem deutschen Calderon. 2 Bände. Klostermann, Frankfurt am Main 1946.
    - 1. Band: Etwas über die Kunst Calderons.
    - 2. Band: Das Leben ist Traum. – Die Tochter der Luft.